# Alfredo Carzino
Alfredo Carzino (Sampierdarena, 11 ottobre 1899 – Genova, 22 dicembre 1944) è stato un partigiano e calciatore italiano, nome di battaglia "Milio". Decorato con la medaglia d'argento al valor militare.

## Biografia
Figlio di Luigi, nato a San Salvatore Monferrato nel 1862, operaio aderente alla Società Operaia di Mutuo Soccorso Universale (che fu una delle due società che permisero la nascita della Ginnastica Sampierdarenese), Alfredo era il fratello maggiore di Ercole e il fratello minore di Enrico, entrambi calciatori.

## Carriera
Cresciuto nella Sampierdarenese.

## Partigiano
"Da giovanissimo fu iscritto al partito repubblicano e, quando subentrò il fascismo ne divenne immediato acerrimo nemico, iniziando con propaganda e cospirazione (sia quando era operaio alla SIAC (a Campi), che poi quando alla FIAT a Torino, ove faceva parte nel periodo bellico del lug.1943 della commissione interna). Dopo l'8 settembre, scelse far parte delle SAP, divenendo prezioso elemento nell'organizzazione della 4.a brigata Mazzini. Individuato per delazione, dovette fuggire in montagna, ove divenne attivo col nome di battaglia “Milio”, dapprima nelle Langhe e successivamente nella VI zona, controllata dalla brigata garibaldina Cichero.
Durante un rastrellamento nella Fontanabuona compiuta dalla Wehrmacht e dagli alpini della Monterosa, in località Centonoci, vicino a Favale di Màlvaro (Ge), venne colpito mortalmente il 22 dic.1944 assieme ad altri 5 partigiani, mentre tentò una sortita da un casone dove si erano trovati circondati (un sesto compagno fu solo ferito).
Gli fu conferita la medaglia di bronzo al V.M., alla memoria." Sanpierdarena.net Via Alfredo Carzino